# Arcidiocesi di Kuala Lumpur
L'arcidiocesi di Kuala Lumpur (in latino Archidioecesis Kuala Lumpurensis) è una sede metropolitana della Chiesa cattolica in Malaysia. Nel 2021 contava 268.000 battezzati su 12.541.780 abitanti. È retta dall'arcivescovo Julian Leow Beng Kim.

## Territorio
L'arcidiocesi comprende il territorio di Kuala Lumpur e gli stati di Negeri Sembilan, Pahang e Terengganu nella Malaysia continentale.
Sede arcivescovile è la città di Kuala Lumpur, dove si trova la cattedrale di San Giovanni.
Il territorio è suddiviso in 35 parrocchie.

## Storia
La diocesi di Kuala Lumpur fu eretta il 25 febbraio 1955 con la bolla Malacensis archidioecesis di papa Pio XII, ricavandone il territorio dall'arcidiocesi di Malacca (oggi arcidiocesi di Singapore), che contestualmente assunse il nome di arcidiocesi di Malacca-Singapore, di cui la nuova diocesi divenne suffraganea.
Il 18 dicembre 1972 è stata elevata al rango di arcidiocesi metropolitana con la bolla Spe certa ducti di papa Paolo VI.

## Cronotassi dei vescovi
Si omettono i periodi di sede vacante non superiori ai 2 anni o non storicamente accertati.
- Dominic Vendargon † (25 febbraio 1955 - 2 luglio 1983 dimesso)
- Anthony Soter Fernandez † (2 luglio 1983 - 24 maggio 2003 dimesso)
- Murphy Nicholas Xavier Pakiam (24 maggio 2003 - 13 dicembre 2013 ritirato)
- Julian Leow Beng Kim, dal 3 luglio 2014

## Statistiche
L'arcidiocesi nel 2021 su una popolazione di 12.541.780 persone contava 268.000 battezzati, corrispondenti al 2,1% del totale.
| anno | popolazione | popolazione | popolazione | presbiteri | presbiteri | presbiteri | presbiteri                | diaconi | religiosi | religiosi | parrocchie |
| anno | battezzati  | totale      | %           | numero     | secolari   | regolari   | battezzati per presbitero | diaconi | uomini    | donne     | parrocchie |
| ---- | ----------- | ----------- | ----------- | ---------- | ---------- | ---------- | ------------------------- | ------- | --------- | --------- | ---------- |
| 1969 | 56.123      | 2.764.987   | 2,0         | 61         | 39         | 22         | 920                       | 1       | 78        | 250       | 27         |
| 1980 | 59.850      | 3.394.000   | 1,8         | 77         | 49         | 28         | 777                       | 1       | 68        | 149       | 34         |
| 1990 | 67.000      | 5.684.000   | 1,2         | 38         | 19         | 19         | 1.763                     | 1       | 55        | 148       | 34         |
| 1999 | 84.073      | 7.575.900   | 1,1         | 47         | 28         | 19         | 1.788                     | 1       | 55        | 62        | 34         |
| 2000 | 92.625      | 7.944.600   | 1,2         | 53         | 33         | 20         | 1.747                     | 1       | 23        | 62        | 34         |
| 2001 | 92.600      | 7.944.600   | 1,2         | 52         | 31         | 21         | 1.780                     | 1       | 21        | 108       | 30         |
| 2002 | 91.951      | 7.944.600   | 1,2         | 52         | 30         | 22         | 1.768                     | 1       | 22        | 132       | 30         |
| 2003 | 99.561      | 9.050.100   | 1,1         | 43         | 27         | 16         | 2.315                     | 1       | 35        | 117       | 30         |
| 2004 | 92.344      | 9.050.100   | 1,0         | 49         | 32         | 17         | 1.884                     | 1       | 35        | 120       | 31         |
| 2013 | 185.617     | 10.811.000  | 1,7         | 52         | 42         | 10         | 3.569                     | 1       | 27        | 102       | 35         |
| 2016 | 251.500     | 11.787.800  | 2,1         | 55         | 40         | 15         | 4.572                     | 1       | 31        | 116       | 36         |
| 2019 | 264.840     | 12.390.830  | 2,1         | 63         | 44         | 19         | 4.203                     | 1       | 35        | 109       | 35         |
| 2021 | 268.000     | 12.541.780  | 2,1         | 63         | 42         | 21         | 4.253                     |         | 47        | 115       | 35         |